# Lubim
Lubim (ros. Любим) – miasto w środkowej części Rosji, w obwodzie jarosławskim.
Miasto usytuowane u zbiegu rzek Uczi i Obnoru (dopływ Kostromy).
Znana od 1538 r. nazwa miasta pochodzi od rosyjskiego imienia Lubim, bardzo popularnego w XV-XVI wieku. W 1777 otrzymał prawa miejskie. Na początku XX wieku żyło tutaj 3000 mieszkańców, działy 2 szpitale, 2 biblioteki, 4 szkoły i bank.
W mieście działają: dworzec kolejowy, przedsiębiorstwa gospodarki leśnej, przemysł lokalny i fabryka sera.